# NGC 3001
NGC 3001 este o emission-line galaxy⁠(d) situată în constelația Mașina Pneumatică. A fost descoperită în 30 martie 1835 de către John Herschel. Se află la o distanță de 50,35 de megaparseci de Pământ.